# 桶谷郡
桶谷郡，中国古代的郡。
北魏置，治所在今陕西省宁强县西北阳平关西南。辖境相当今陕西省宁强县西部。后废。《魏书·邢峦列传》：“率南安、广长、东洛、大寒、武始、除口、平溪、桶谷诸郡之民七千余户相继而至。”即此。